# Pornceptual
Pornceptual ist ein Künstlerkollektiv in Berlin, das sexpositive Techno- und Fetisch-Partys veranstaltet sowie pornografische Fotografie und Videos produziert und verbreitet.
Pornceptual wurde 2012 von dem brasilianischen Künstler Chris Phillips als Internetplattform für erotische Fotografie gestartet. Gemeinsam mit drei anderen, Eric Phillips, Raquel Fedato und Diego Garcia, gründete er anschließend das Kollektiv, das seit 2013 in Berlin Partys veranstaltet. Pornceptual versteht sich als Alternative zum Mainstream der Pornoindustrie. Ziel des Kollektivs ist es, einen queeren, inklusiven, ethischen, intimen und künstlerischen Zugang zu Pornografie sowie Raum für eine Enttabuisierung von Nacktheit und Sexualität zu schaffen. Auf seiner Website schreibt das Kollektiv: „Kann Kunst das schaffen, woran Pornografie scheitert – uns wirklich anzumachen?“
Bis Januar 2016 fanden die Partys im Prince Charles im Aufbau Haus statt. Seitdem werden sie in der Alten Münze organisiert. Partys dauern ca. 14 Stunden und stehen jeweils unter einem Motto. Performances und Kunstinstallationen sind Teil der Veranstaltungen. Bis zu 2500 Besucher nehmen an den alle zwei Monate stattfindenden Veranstaltungen teil. Ableger der Party haben unter anderem auch in São Paulo, New York und Stockholm stattgefunden.
Auf der Website des Kollektivs werden Nacktfotos veröffentlicht und Fetischkleidung verkauft. Das Kollektiv betreibt ein Pornomagazin, das zweimal im Jahr erscheint.
Gemeinsam mit anderen queeren Berliner Kollektiven hat Pornceptual das elektronische Musikfestival WHOLE – United Queer Festival begründet.